# Tasiejewo
Tasiejewo (ros. Тасеево) – wieś (sieło) w Rosji, w Kraju Krasnojarskim, ośrodek administracyjny rejonu tasiejewskiego. W 2010 liczyła 8038 mieszkańców.

## Urodzeni
- Wasilij Jakowienko – radziecki polityk.